# Universitas Palangka Raya
Universitas Palangka Raya – indonezyjska uczelnia publiczna w mieście Palangka Raya (prowincja Borneo Środkowe). Została założona w 1963 roku.

## Wydziały
- Fakultas Keguruan dan Ilmu Pendidikan
- Fakultas Ekonomi dan Bisnis
- Fakultas Pertanian
- Fakultas Teknik
- Fakultas Hukum
- Fakultas Ilmu Sosial dan Ilmu Politik
- Fakultas Kedokteran
- Fakultas Matematika dan IPA

Źródło: